# Podorungia clandestina
Podorungia clandestina là một loài thực vật có hoa trong họ Ô rô. Loài này được (Stapf) Benoist miêu tả khoa học đầu tiên năm 1967.